# Tsarévo
 (mars 2023).
Si vous disposez d'ouvrages ou d'articles de référence ou si vous connaissez des sites web de qualité traitant du thème abordé ici, merci de compléter l'article en donnant les références utiles à sa vérifiabilité et en les liant à la section « Notes et références ».
Pour les articles homonymes, voir Tsarévo (homonymie).
Tsarévo (Царево en bulgare, Vassiliko en grec ancien : Βασσιλικό) est une ville du sud-est de la Bulgarie.

## Géographie
Tsarévo est situé dans le sud-est de la Bulgarie, au bord de la mer Noire. Elle se trouve à 70 km, par la route, de Bourgas, chef-lieu de l'oblast de même nom.
La ville est le chef-lieu de la commune de Tsarévo.
| 1946  | 1956  | 1965  | 1975  | 1985  | 1990  | 1995  | 2001  | 2011  |
| ----- | ----- | ----- | ----- | ----- | ----- | ----- | ----- | ----- |
| 1 960 | 2 783 | 3 749 | 4 440 | 5 462 | 4 756 | 5 776 | 5 877 | 3 012 |

| 2021  | 2024  | - | - | - | - | - | - | - |
| ----- | ----- | - | - | - | - | - | - | - |
| 2 917 | 5 432 | - | - | - | - | - | - | - |

NB : Jusqu'à en 1985, seule la population permanente est comptabilisée
,,

## Histoire
Le nom de la localité (qui signifie royale) a varié, au cours de l'histoire, en fonction des influences byzantine, bulgares et turques : Vassilikou (IIIe siècle), Vassilikos (1252), Basiliklar (1399), Vassiliko (jusqu'à en 1934), Tsarévo (de 1934 à 1950), Mitchourine (de 1950 à 1991) puis à nouveau, Tsarévo.
A 3 km au nord de Tsarévo, au lieu-dit Arapiya, se trouvent des restes archéologiques de l'Antiquité tardive. Les explorations sous-marines menées par le professeur Bélisaire Vélkov ont abouti à la découverte d'amphores et des céramiques rouges polies - du IVe siècle au VIe siècle - importées d'Afrique du Nord, de Syrie et de Constantinople.
Des restes d'une forteresse datant de l'Antiquité tardive et du haut Moyen Âge subsistent sur la proche colline de Papia. Une autre fortification du Moyen Âge se trouve dans la ville, sur la presqu'île sud.
Après l'obtention de l'autonomie de la Bulgarie, le village de Vassiliko demeure dans l'Empire ottoman, avec la majeure partie de la Thrace orientale. Au début des années 1880, un incendie détruit une grande partie du village. Depuis les travaux de reconstruction des années 1890, on désigne sous le terme de « vieille ville » la partie de l'ancien village de pêcheurs grecs qui a subsisté, et sous le terme « nouvelle ville », la ville moderne bulgare qui a été construite depuis.
Vassiliko passe au royaume de Bulgarie lors de la première guerre balkanique (1912). Après le traité de Lausanne (1923), presque toute sa population, qui était grecque, est déplacée en Grèce, et des bulgares de Thrace orientale (attribuée à la Grèce) viennent s'y installer. Selon le recensement de 1926, il y avait à Vassiliko 308 foyers et 1348 habitants dont 778 réfugiés de Thrace orientale.

## Économie
L'économie du village était jadis centrée sur la pêche, la construction navale artisanale et le travail du bois. 
Aujourd'hui elle, dépend surtout du tourisme.

## Galerie

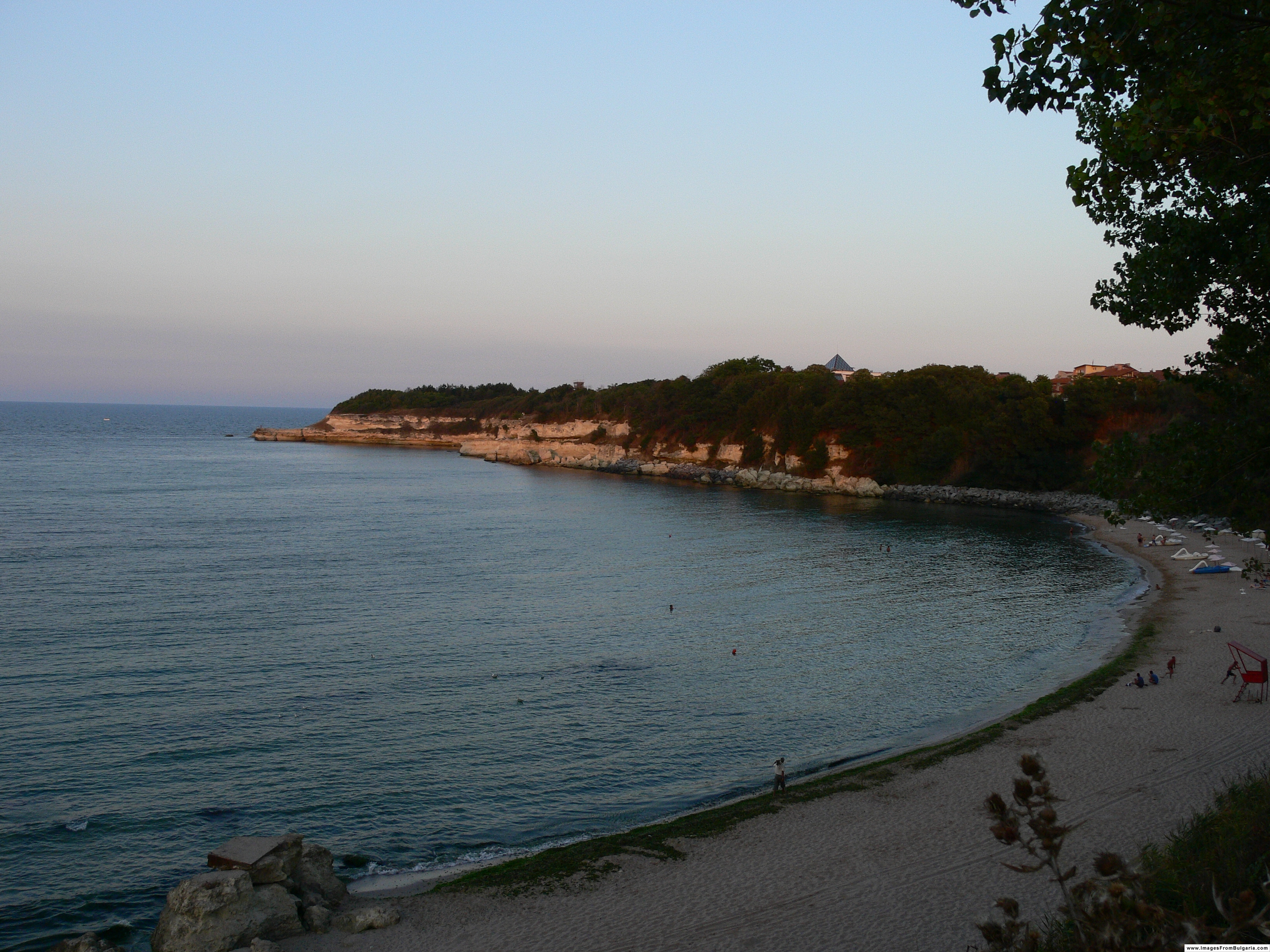
Vue sur la presqu'île nord
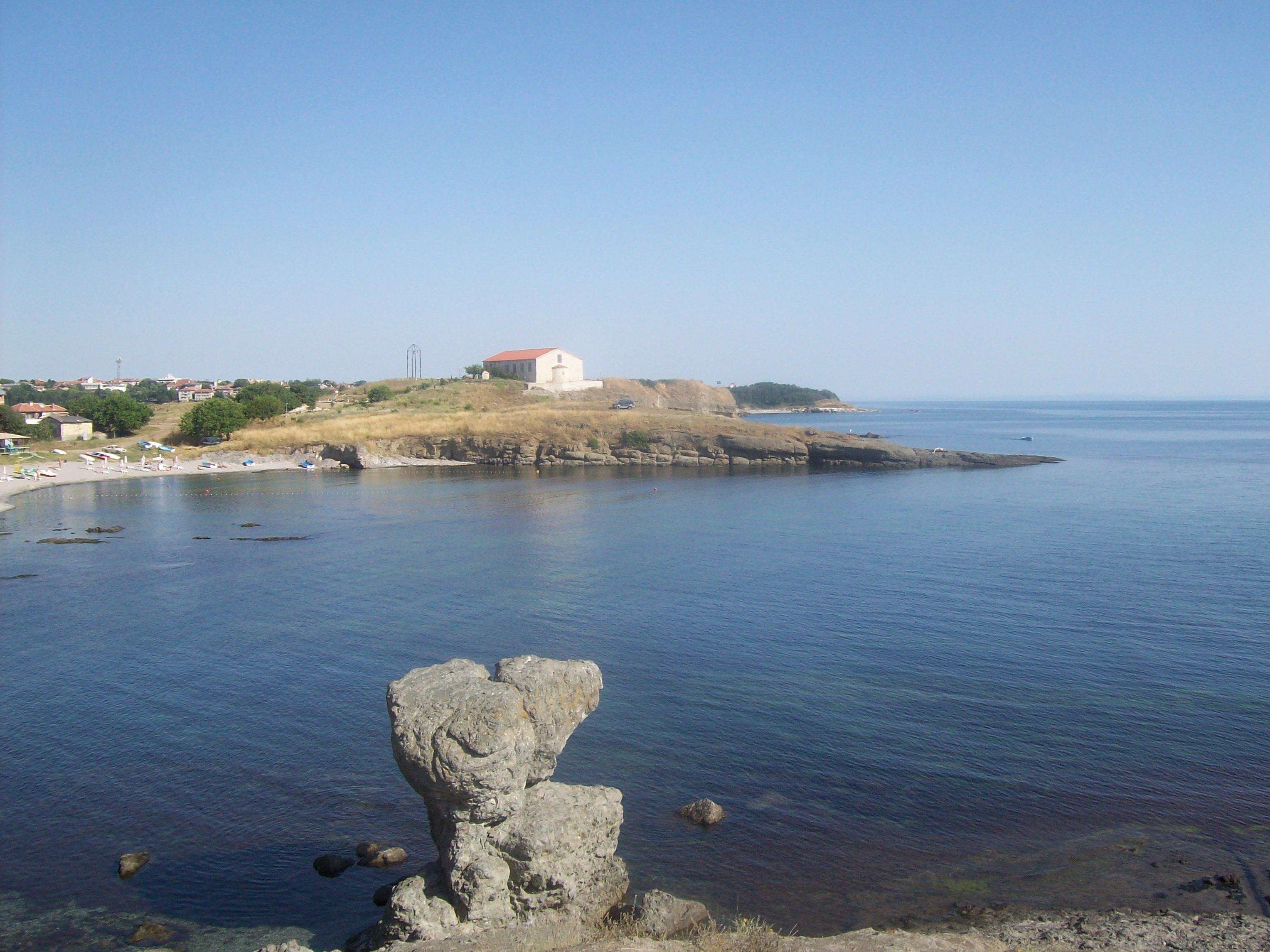
Vue sur la presqu'île sud
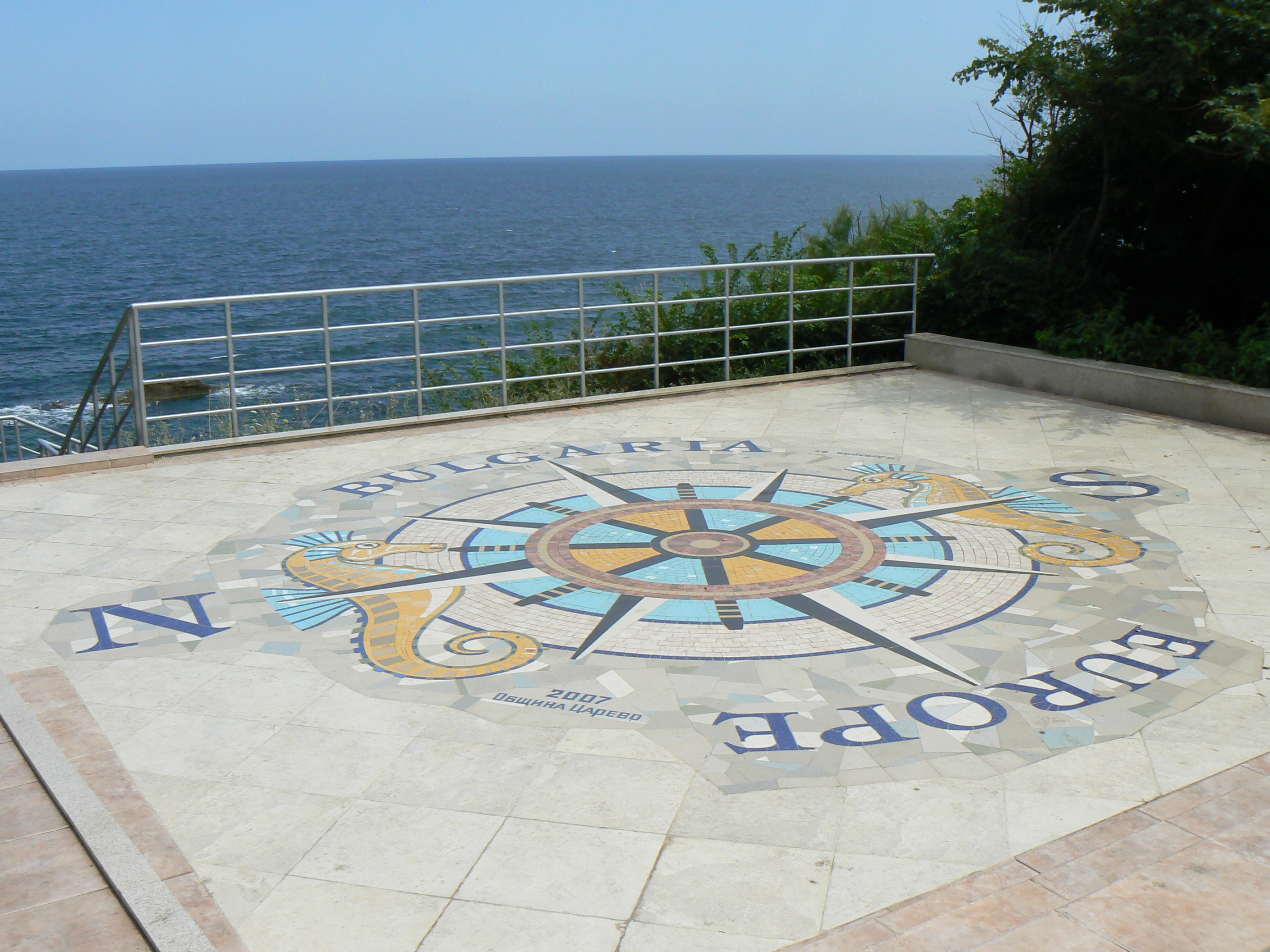
Terrasse au-dessus de la mer
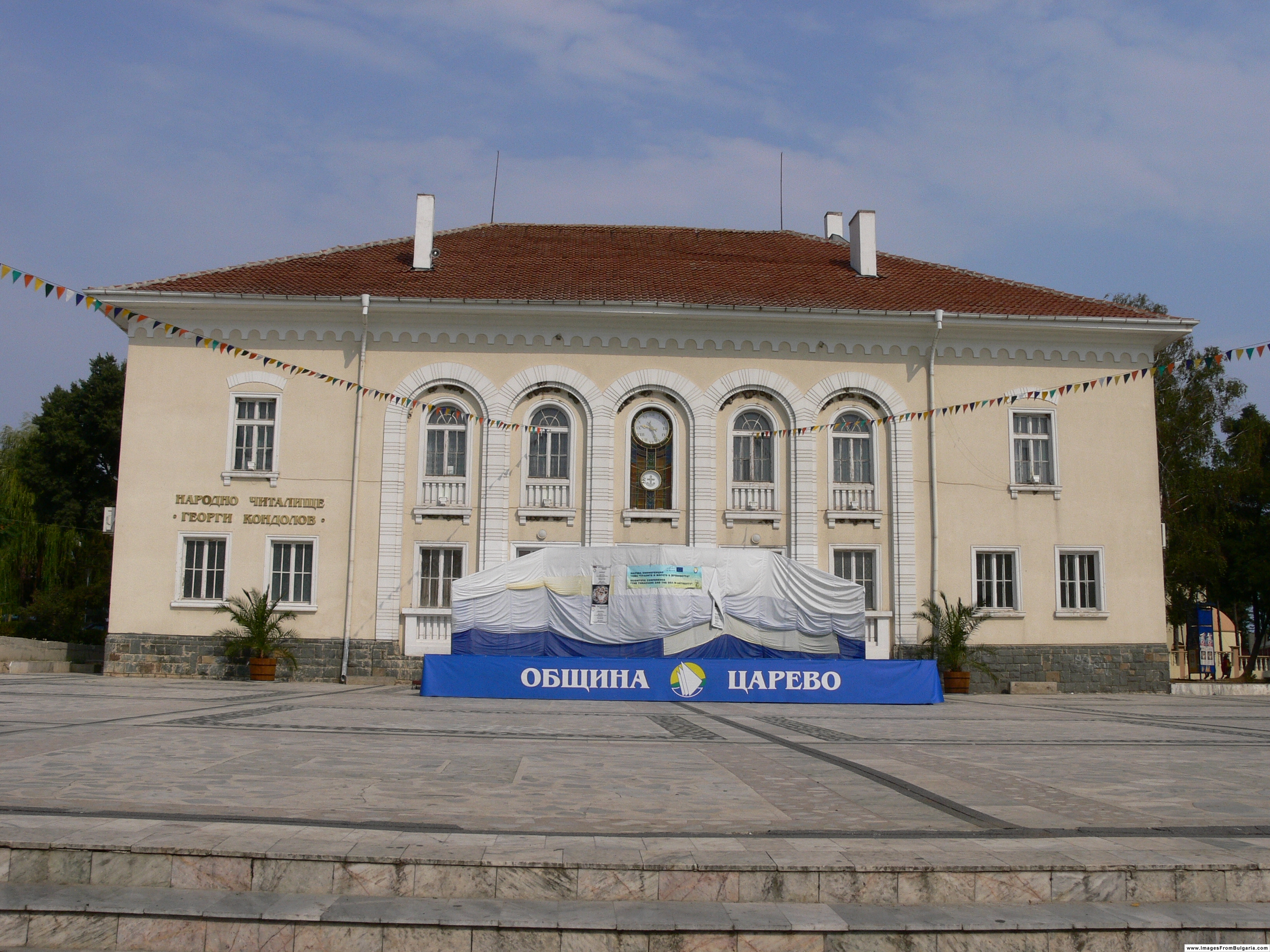
Le bâtiment de la mairie de Tsarévo (mairie et bibliothèque)
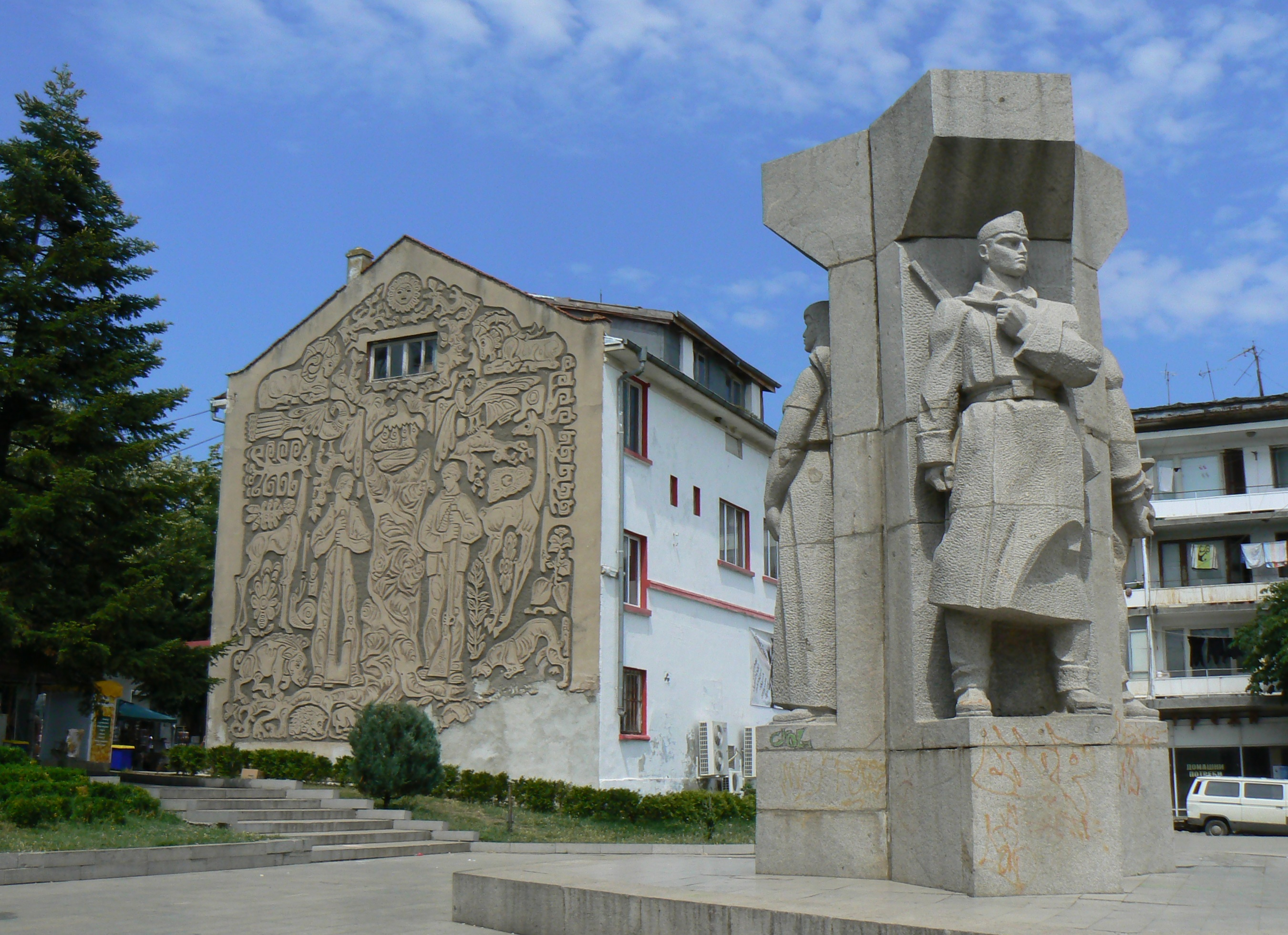
Monument sur la place centrale
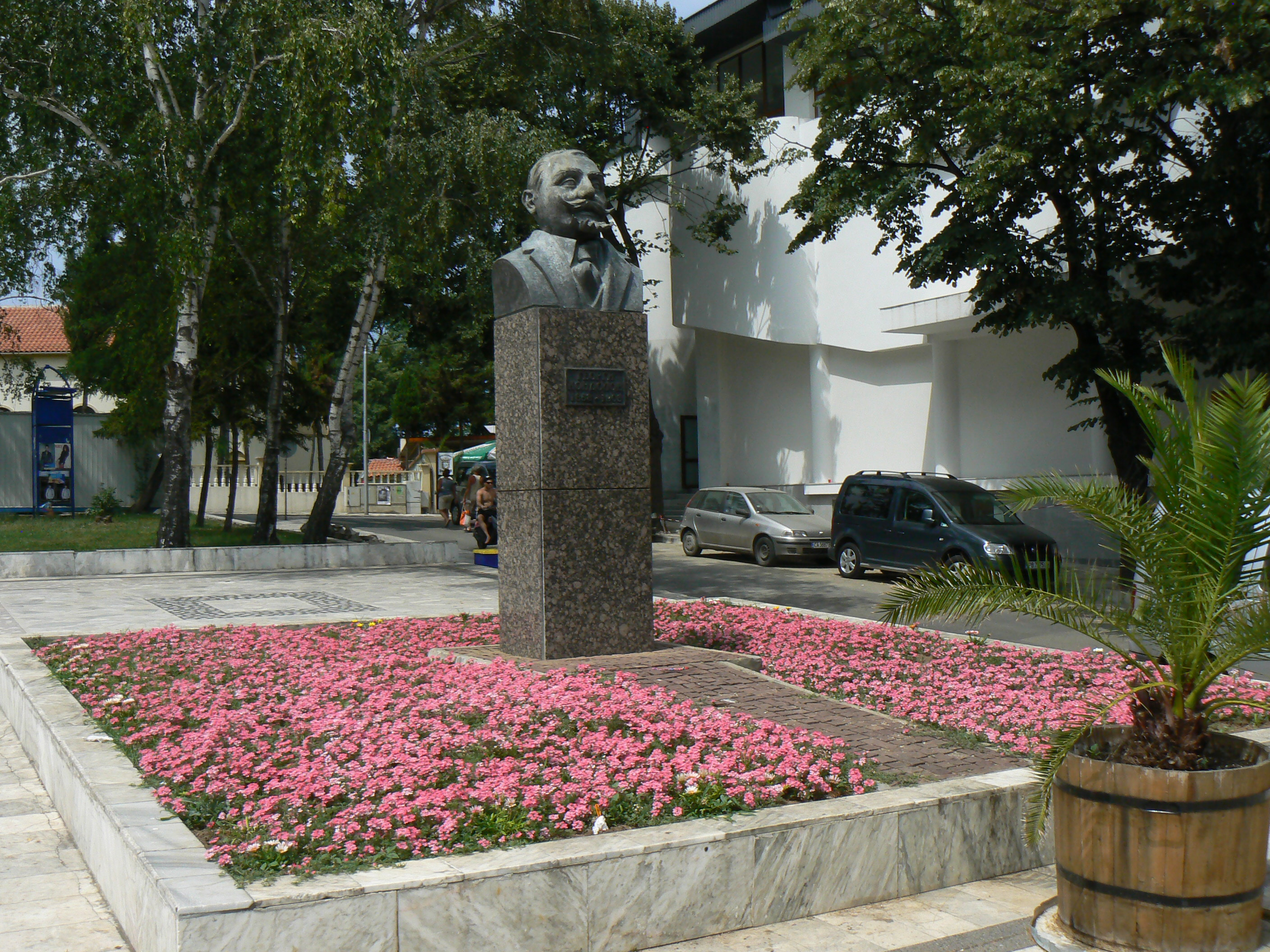
Monument dédié à Géorgui Kondolov
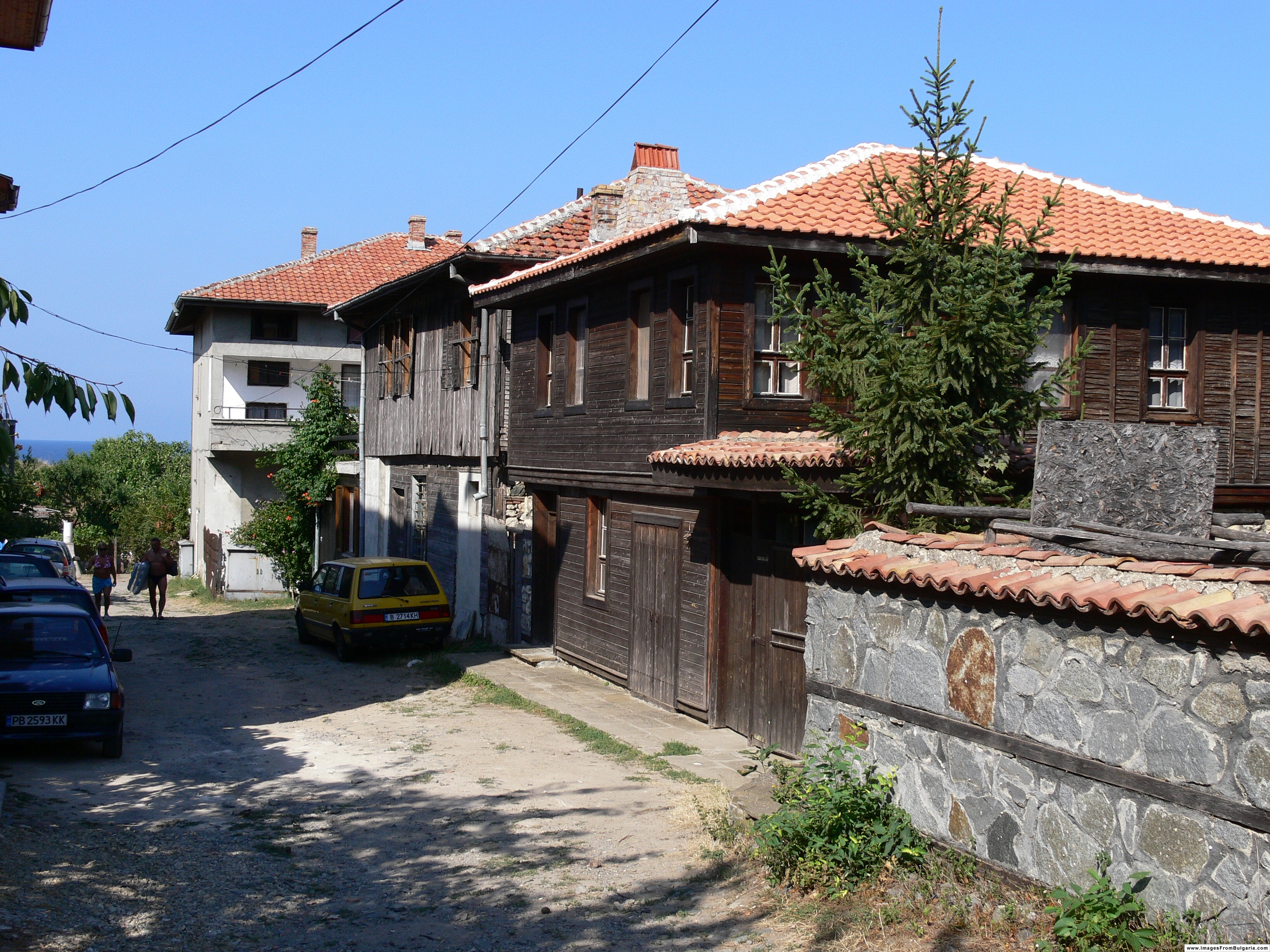
Vieille maisons traditionnelles en bois
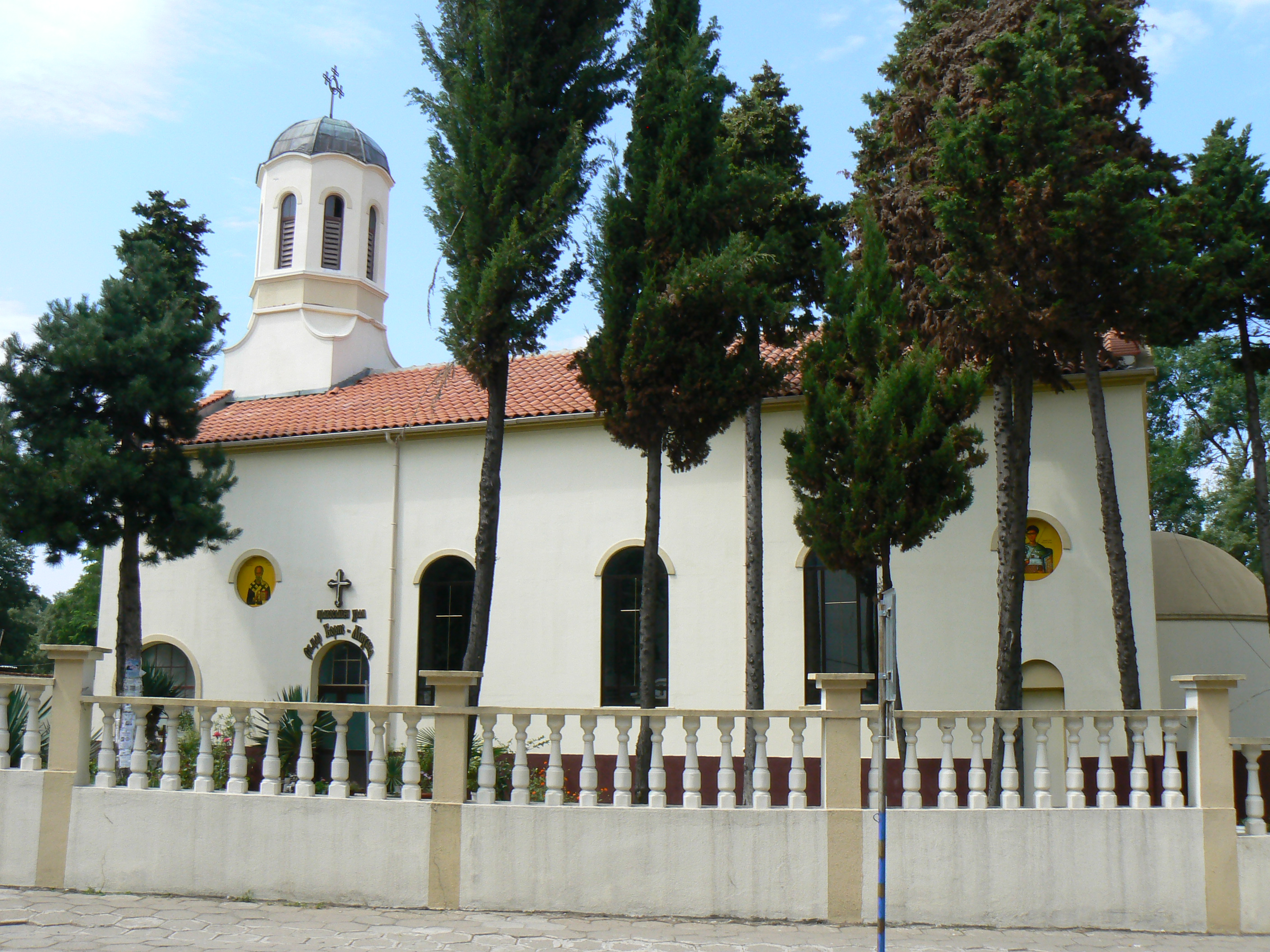
Église Saint Tsar Boris-Michel
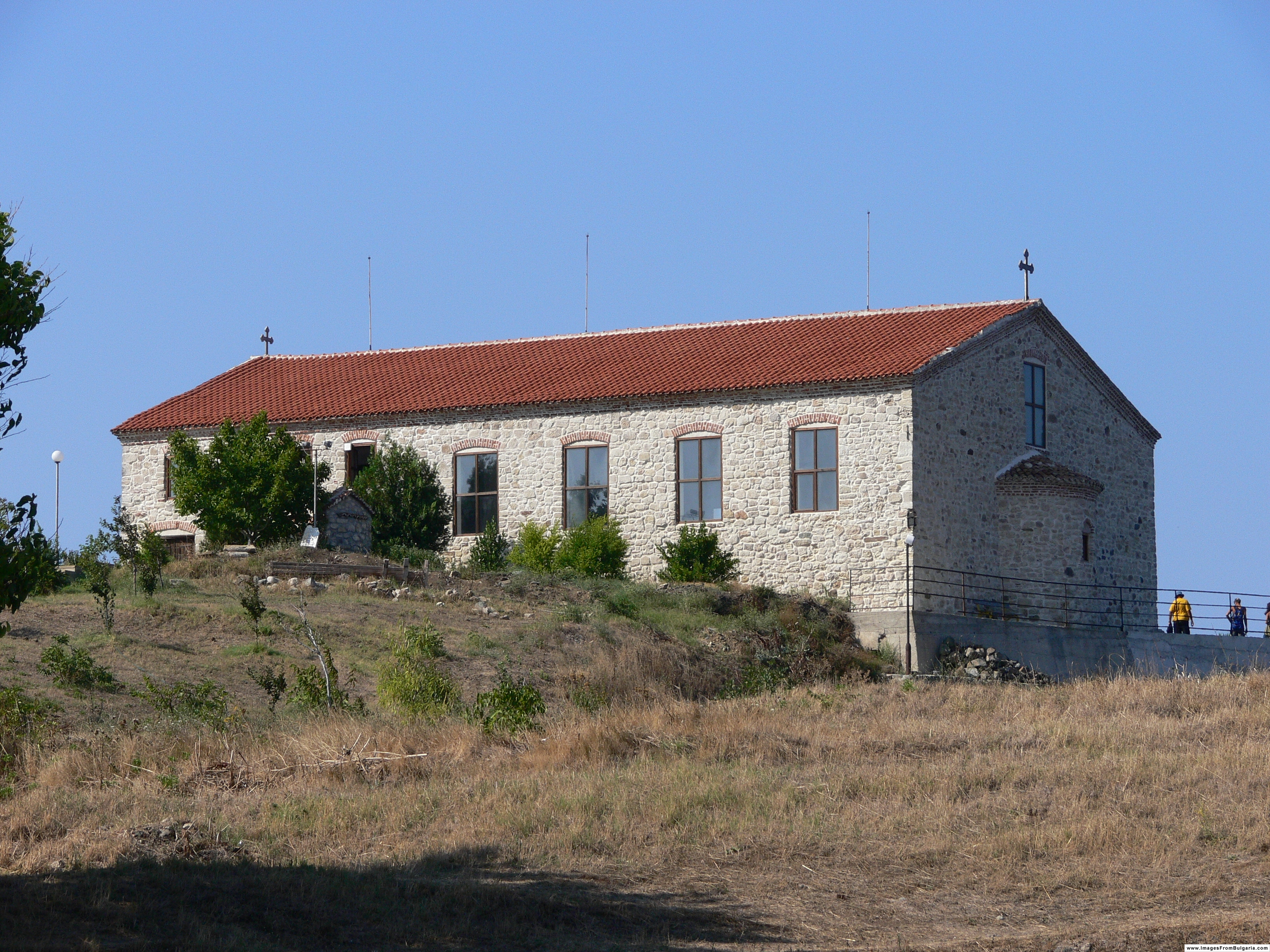
Église Ouspénié Bogoroditchno